# Clau d'octava
La clau d'octava (en anglès  speaker key ) és una clau, en un saxofon o oboè, que facilita poder efectuar el trànsit harmònic, és a dir, eleva l'altura de totes les notes en una vuitena quan és premuda. El forat per la clau d'octava sol ser petit i està situat de tal manera que quan no es tapa evita la formació d'un o més dels harmònics inferiors. La clau es va aplicar per primera vegada a l'clarinet en el segle xvii i a l'oboè al començament del segle xix. La majoria dels instruments de vent de fusta moderns utilitzen alguna forma o variant d'aquest tipus de clau. Alguns com el modern oboè de sistema de conservatori, tenen amb fins a quatre claus que fan la funció d'aquest tipus.

## Saxòfon

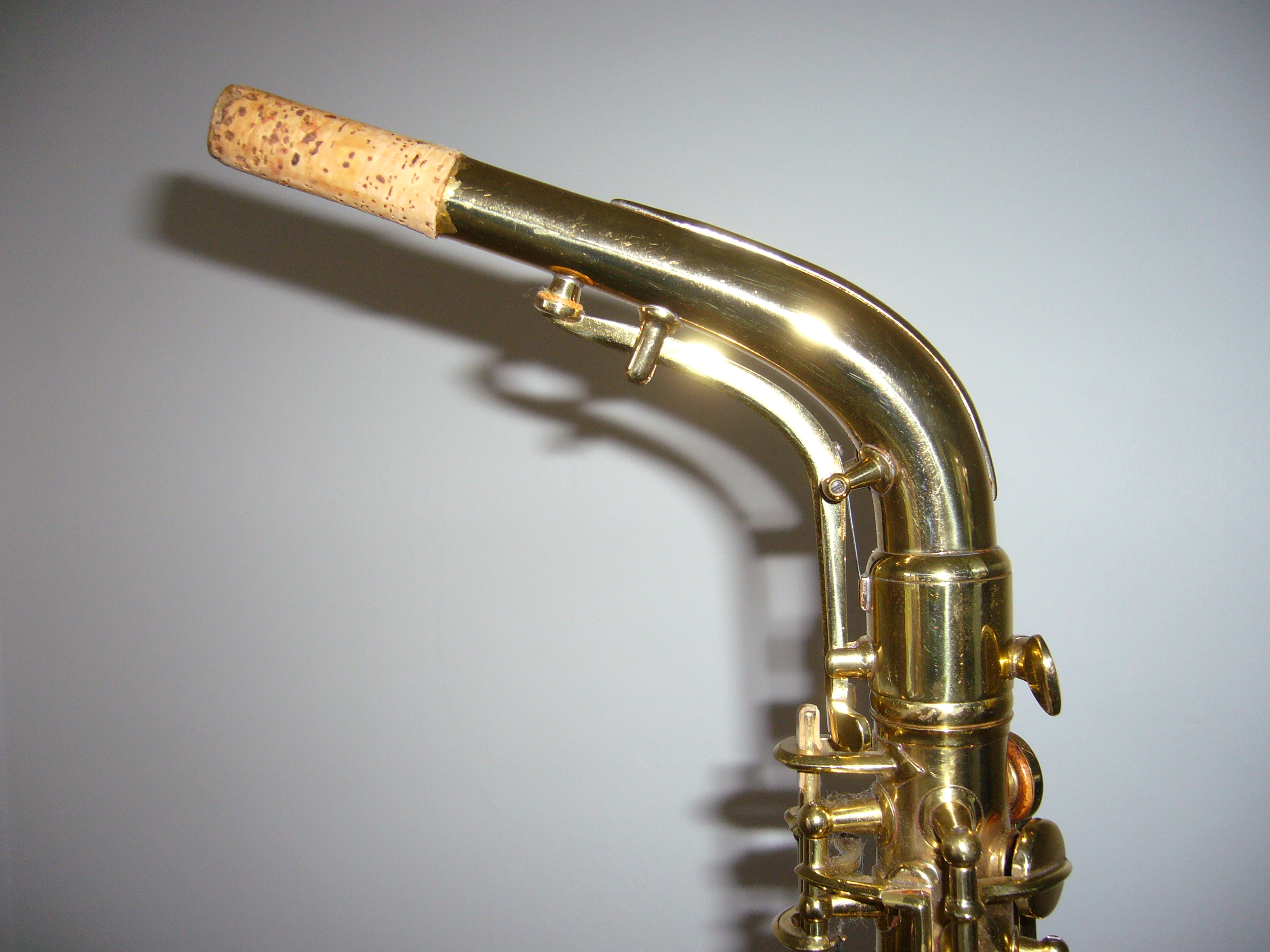
Inusual clau d'octava en un saxofon alt de la signatura Conn. Normalment, els saxòfons tenen la clau d'octava per sobre del tudell, i no per sota, com mostra la imatge.

En el saxofon, la clau d'octava es troba prop del lloc on descansa el polze esquerre. En prémer la clau d'octava s'obre el forat més alt situat al coll del saxofon. Alternativament, sempre que es toca la clau del  Sol , el forat superior es tanca i un altre forat més petit s'obre a prop de la part central del saxofon.

## Oboè
L'oboè modern té dues claus d'octava, sovint interconnectades, un per re  4  fins sol ♯ 4  a prop del polze esquerre, i una altra per la  4  fins do  5  a la dreta i sobre les claus frontals, enfonsat prop del dit índex esquerre. Els oboès disposen de claus d'octava automàtiques. Això suposa un sistema de claus més ampli que allibera el músic de preocupar-se de fer servir la clau d'octava en cap moment. El fagot té unes claus semblants per al polze esquerre, però només s'oprimeixen en l'atac de les notes o en moviments ràpids com els refilets. L'existència d'aquesta clau és una de les característiques principals que fan que el saxofon sigui més fàcil de tocar que el clarinet, perquè poden usar-se les mateixes digitacions per a dues octaves diferents. Una clau emprada de manera anàloga en el clarinet és la clau de canvi de registre o clau de registre, que augmenta l'altura en un interval de dotzena (19 semitons), canviant les digitacions per a notes del registre greu i notes agudes que estan separades per una octava.

## Nota
1. ↑  Murray Campbell, Clive Greated. The Musician's Guide to Acoustics, p.266, 269, 272, 283.
2. ↑  Cómo arreglar una llave de octava en un saxofón alto
3. ↑  El saxofón y su historia
4. ↑  Roberto L. Pajares Alonso. Historia de la música en 6 bloques: bloque 4: dinámica y timbre: los instrumentos.  Madrid: Visión Libros, p.400-410.